# Rio Aorere
O rio Aorere está na Ilha do Sul na Nova Zelândia. Percorre o districto de Nelson.
A nascente do rio esta no "Kahurangi National Park". O rio corre para norte durante 40 quilómetros, antes de desaguar em "Golden Bay" na cidade de Collingwood.
Os afluentes do Aorere são o rio Spey, o rio Boulder e o rio Slate.